# Volt egyszer egy stúdió
A Volt egyszer egy stúdió (eredeti cím: Once Upon a Studio) 2023-ban bemutatott amerikai vegyes technikájú filmvígjáték, amelyben valós és számítógéppel animált díszletek, élő és számítógéppel animált szereplők közösen szerepelnek, amelyet Dan Abraham és Trent Correy írt és rendezett.
Amerikában 2023. október 15-én az ABC, míg Magyarországon 2023. október 16-án a Disney+ és a Disney Channel mutatta be.

## Cselekmény
Burny Mattinson azt kívánja, bárcsak a stúdió falai beszélni tudnának. Később, miután a stúdió összes alkalmazottja távozik a szokásos munkanap után, Mickey egér és Minnie egér kiszabadul a falon lévő képekből, és azt tervezik, hogy összegyűjtik a stúdió minden szereplőjét egy csoportképre.

## Szereplők
| Szereplő           | Színész                                          | Magyar hang                      |
| ------------------ | ------------------------------------------------ | -------------------------------- |
| Burny Mattinson    | Burny Mattinson                                  | Tarján Péter                     |
| Renika Williams    | Renika Williams                                  | Rudolf Szonja                    |
| Szereplő           | Eredeti hang                                     | Magyar hang                      |
| Mickey egér        | Chris Diamantopoulos                             | Czető Roland                     |
| Herceg             | Keith Ferguson                                   | Czető Roland                     |
| Minnie egér        | Kaitlyn Robrock                                  | Mezei Kitty Bolba Éva (énekhang) |
| Baymax             | Scott Adsit                                      | Rajkai Zoltán                    |
| Carl               | Harland Williams                                 | Rajkai Zoltán                    |
| Donald kacsa       | Tony Anselmo Clarence Nash (archív felvétel)     | Bolba Tamás                      |
| Aladdin            | Scott Weinger                                    | Bolba Tamás                      |
| Bolond Kalapos     | Alan Tudyk                                       | Bolba Tamás                      |
| Sisu               | Awkwafina                                        | Peller Anna                      |
| Nick Wilde         | Jason Bateman                                    | Zámbori Soma                     |
| Anna               | Kristen Bell                                     | Vágó Bernadett                   |
| Tiana              | Anika Noni Rose                                  | Vágó Bernadett                   |
| Ariel              | Jodi Benson                                      | Radics Gigi                      |
| Szörnyeteg         | Robby Benson                                     | Pál Tamás                        |
| Hans               | Santino Fontana                                  | Pál Tamás                        |
| Antonio Madrigal   | Ravi-Cabot Conyers                               | Chater Áron                      |
| Pinokkió           | Griffen Campbell                                 | Holló-Zsadányi Norman            |
| Ficánka            | Luke Lowe                                        | Holló-Zsadányi Norman            |
| Vaiana             | Auli’i Cravalho                                  | Faluvégi Fanni                   |
| Asha               | Ariana DeBose                                    | Kardffy Aisha                    |
| Little John        | Richard Epcar                                    | Dörner György                    |
| Balu               | Jim Cummings                                     | Dörner György                    |
| Goofy              | Bill Farmer                                      | Dézsy Szabó Gábor                |
| Pluto              | Bill Farmer                                      | Eredeti hang                     |
| Olaf               | Josh Gad                                         | Seder Gábor                      |
| Judy Hopps         | Ginnifer Goodwin                                 | Csifó Dorina                     |
| Aranyhaj           | Mandy Moore                                      | Csifó Dorina                     |
| Kristoff           | Jonathan Groff                                   | Magyar Bálint                    |
| Hamupipőke         | Jennifer Hale                                    | F. Nagy Erika                    |
| Hablaty            | Jess Harnell                                     | Lux Ádám                         |
| Zordon             | Jeremy Irons                                     | Kristóf Tibor (archív felvétel)  |
| Quasimodo          | Tom Hulce                                        | Karácsonyi Zoltán                |
| Maui               | Dwayne Johnson                                   | Barabás Kiss Zoltán              |
| Tik-Tak úr         | Bob Joles                                        | Csuha Lajos                      |
| Pocahontas         | Judy Kuhn                                        | Udvarias Anna                    |
| Timon              | Nathan Lane                                      | Vincze Gábor Péter               |
| Elza               | Idina Menzel                                     | Farkasházi Réka                  |
| Füles              | Jim Meskimen                                     | Faragó András                    |
| Merlin             | Jim Meskimen                                     | Fodor Tamás                      |
| Jágó               | Piotr Michael                                    | Kassai Károly                    |
| Belle              | Paige O’Hara                                     | Kardos Eszter                    |
| Villám             | Raymond S. Persi                                 | Hevér Gábor                      |
| Rontó Ralph        | John C. Reilly                                   | Minárovits Péter                 |
| Maugli             | Phoenix Reisser                                  | Rostás Ábel                      |
| Mulan              | Lea Salonga                                      | Auth Csilla                      |
| Hófehérke          | Natalie Babbitt Taylor                           | Oroszlán Szonja                  |
| Morgó              | Josh Robert Thompson                             | Forgács Gábor                    |
| Raya               | Kelly Marie Tran                                 | Mentes Júlia                     |
| Gaston             | Richard White                                    | Posta Victor                     |
| Robin Hood         | Daniel Wolfe                                     | László Zsolt                     |
| Hadész             | James Woods                                      | Csík Csaba Krisztián             |
| Trappancs          | Bill Baucom (archív felvétel)                    | Sinkovits Imre (archív felvétel) |
| Toppancs           | Ian R'Mante Peter Behn (archív felvétel)         | Gyetvai Martin                   |
| Varangy            | Eric Blore (archív felvétel)                     | Zöld Csaba                       |
| Pán Péter          | Lee Slobotkin Bobby Driscoll (archív felvétel)   | Gáll Dávid                       |
| Tücsök Tihamér     | Cliff Edwards (archív felvétel)                  | Jegercsik Csaba                  |
| Flóra              | Verna Felton (archív felvétel)                   | Bókai Mária                      |
| Rafiki             | Robert Guillaume (archív felvétel)               | Barbinek Péter                   |
| Fiona              | Barbara Luddy (archív felvétel)                  | Pálos Zsuzsa                     |
| Ká                 | Sterling Holloway (archív felvétel)              | Kerekes József                   |
| Micimackó          | Jim Cummings Sterling Holloway (archív felvétel) | Mikó István                      |
| Dzsini             | Robin Williams (archív felvétel)                 | Mikó István                      |
| Vanellope von Cukk | Sarah Silverman (archív felvétel)                | Bogdányi Titanilla               |
| Kuzco              | David Spade (archív felvétel)                    | Fekete Zoltán                    |
| T-Rex              | Mark Walton (archív felvétel)                    | Kálloy Molnár Péter              |
| Ursula             | Pat Carroll (archív felvétel)                    | Janza Kata                       |
| Dagobert McCsip    | Alan Young (archív felvétel)                     | Pálfai Péter                     |

- További magyar hangok: Beratin Gábor, Békeffy Viktória, Bolba Éva, Csuha Borbála, Czető-Firtz Éva, Feng Yaou Ferenc, Geri Tamás, Juhász Levente, Kovács Olga, Nagy Dávid, Nyári Zoltán

### Magyar változat
- Magyar szöveg: Boros Karina
- Zenei rendező: Császár Bíró Szabolcs
- Magyar dalszöveg: Nádasi Veronika
- Keverőstúdió: Shepperton International
- Felvevő hangmérnök: Bogdán Gergő
- Vágó: Kránitz Bence
- Gyártásvezető: Rába Ildikó
- Szinkronrendező: Dobay Brigitta
- Produkciós vezető: Máhr Rita
- Művészeti vezető: Aleksandra Janikowska

A szinkront az Iyuno Hungary készítette.

## A film készítése
A rövidfilm spontán módon jött létre a The Walt Disney Company 2023 októberében esedékes centenáriumára készülve. Trent Correy és Dan Abraham rendezők körülbelül nyolc hónapon át szabadidejükben vitatták meg az ötleteket. A duó a filmet egy "szerelmes levélnek" nevezte a Walt Disney Animation Studiosnak, valamint "köszönetnek mindenkinek a nézők közül, aki az elmúlt száz évben valaha is kapcsolatba került egy filmmel". A rövidfilm több mint 500 karaktert és több mint 40 szinkronszínész hangját tartalmazza, köztük a Dzsini párbeszédét, amely Robin Williams által korábban fel nem használt hangfelvételekből származik.